# На шахті (збірка)
«На шахті»  — збірка оповідань Спиридона Черкасенка видана в 1909 році.

## Про збірку
У 1909 році в серії «Ілюстрована бібліотека для дітей» видавництво «Український учитель» видало збірку оповідань Спиридона Черкасенка «На шахті».
Спиридон Черкасенко працював і в жанрі прози, пишучи: оповідання, нариси, фейлетони. Більшість з них публікувалися в тодішній українській пресі, а згодом, ним була опублікована перша його прозова збірка — «На шахті». Ця збірка про важку працю шахтарів, одна з перших, яка піднімає цю соціальну проблему в українській літературі. Саме в цій збірці Черкасенко заявив себе яскравим оповідачем тяжкої шахтарської буденності за часів царату. У цих творах письменник змальовував шахтарів, ïхній побут, участь інтелігенціï у громадському житті.
Вклад в «шахтарську тематику» високо цінував Симон Петлюра:
|  | Згуки людського ридання, картини невимовного горя робітничого глибоко вразили молодого письменника, прикували до себе його увагу, його серце чуле, і викликали в його душі щиру симпатію-прихильність до робітничого горя. Ці картини і згуки зачепили в його серці найніжніші струни, а від дотику до тих струн народилась «пісня» шахтарського горя. Правдива ця пісня. Голосна вона своєю правдою. А коли співає її наш поет, чи то у віршах сумних, чи то в коротеньких, наче з скали висічених, оповіданнях, мимоволі пригадуються слова великого нашого письменника, щирого прихильника «роботящих рук і роботящих умів», — Шевченка, і хочеться сказати про слова пісні Черкасенка, що в них «нема й зерна неправди за собою» — Симон Петлюра. |

Письменник також зобразив і дитячий світ шахтарських виселків (ця тема так захопила автора, що наступна збірка «Маленький горбань та інші оповідання» була цілком присвячена їй).

## Оповідання в збірці
До збірки ввійшли такі оповідання:
- «Чорний блиск»
- «Чепуха»
- «Необережність»
- «П'яниця»
- «Ахметка»

## Цитати
| | О, він гаразд ще й досі знає, що то за праця – вистояти щодня дванадцять годин на тремтячім низенькім ослоні, нахилившись над грохотом, по котрому в шаленім танку скачуть униз чорні, блискучі шматки вугілля, такі жаркі в огні й такі з біса пекуче холодні на грохоті. |
| — оповідання «Чорний блиск», Черкасенко С. На шахті : мал. з шахтар. життя / С. Черкасенко. — Київ : Друк. Т-ва ”Просвещение” 1907. — С. 12 | |